# Реніта Фаррелл
Реніта Фаррелл (англ. Renita Farrell, 30 травня 1972) — австралійська хокеїстка на траві.
Олімпійська чемпіонка 1996, 2000 років.
Переможниця Трофею чемпіонів 1995, 1997, 1999 років, бронзова призерка 2000 року.
Чемпіонка світу 1994 року.